# CV
CV (на латински: curriculum vitae, произнася се на латински курѝкулум вѝте) е професионална автобиография, която се използва широко при подаване на документи при кандидатстване за работа или при писмено представяне. В буквален превод от латински означава „история на живота“.

## История на автобиографията в България
В България до началото на 90-те години и в някои случаи днес за автобиографията се използва свободен текст (озаглавен автобиография, CV е по-нов термин, както и неговата специфичната структура е нова в България). Свободният текст съдържа освен информация за самия кандидатстващ за определена позиция, (може да) съдържа и информация (обща) за неговите родители, което го отличава например от CV-то, където такава информация не се изисква. Специфична особеност на автобиографията преди 90-те е задължителното включване на данни за:
- социален произход (примерно: работническо семейство, селско семейство или семейство на служещи);
- партийна принадлежност на кандидата и членовете на неговото семейство (примерно: член на БКП, БЗНС, безпартиен);
- миналото (ако е свързано с политически организации, полицията или царската армия) на близките на кандидата преди 9 септември 1944 г.;
- активни борци против фашизма и капитализма, както и политически затворници в семейството на кандидата – също преди 9 септември 1944 г.;
- съдебно минало на кандидата и членовете на неговото семейство.

## Употреба
В много страни по света CV е универсално наименование и тип на професионалната автобиография, но някои държави и езици вместо CV се използва например термина резюме, който на български има по-различно значение, например руски, украински – резюме.
На английски се ползват понятията CV или resume, а на немски се нарича Lebenslauf.

## Видове CV по структура
Най-общо за известни 3 вида CV по отношение на структурата:
- Хронологичен вид – използва се най-често при кандидатстване за работа. Върши добра работа, когато кандидатът се развива професионално в една и съща специалност. Данните в следващите части, показващи периоди, се представят в обратен хронологичен ред – от настоящето към миналото. След персоналните данни се представя информация за образованието (период, вид на образованието, образователна институция, получена образователна степен). След образователните нива се представя професионалната кариера на кандидата (отново в обратен хронологичен ред). Тя следва да включва период, название на фирмата, вида на работата (длъжността), в някои случаи се изисква да се запише и името на ръководителя на фирмата (за справка). Следващите раздели дават информация за интересите, достиженията, допълнителните квалификации и престижните награди на кандидата, както и списък на препоръките, получени от предшестващи работодатели или авторитетни личности.
- Целеви вид – служи при лица, които имат богат професионален опит и кандидатстват за по-висок пост в същата област и основна цел на автобиографията е да обърне внимание върху конкретните възможности на кандидата, вкл. и идеите, които кандидатът има за бъдещата си дейност. При този вид CV кандидатът представя образователното си и професионалното си израстване единствено в областта на кандидатстването.
- Функционален вид – използва се при подаване на документи за работа, в която кандидатът няма достатъчно опит и той основно набляга на мотивацията си, качествата си и на идеите си, с които иска да привлече вниманието на работодателя.